# Curgies
Curgies è un comune francese di 1 129 abitanti situato nel dipartimento del Nord nella regione dell'Alta Francia.

## Storia

### Simboli
I comuni di Curgies e di Émerchicourt recano entrambi le insegne dell'abbazia di Vicoigne a cui appartenevano i due villaggi in epoca medievale.

## Società

### Evoluzione demografica
Abitanti censiti